# ジョン・N・ガーナー
ジョン・ナンス・"サボテン・ジャック"・ガーナー（英語：John Nance "Cactus Jack" Garner、1868年11月22日 - 1967年11月7日）は、アメリカ合衆国の政治家。同国第32代副大統領（在任：1933年3月4日 - 1941年1月20日）。テキサス州下院議員、同州選出連邦下院議員、連邦下院議長などを歴任した。ガーナーは最も長寿だった副大統領経験者で、死去後半世紀以上もこの記録は更新されていない。 

## 生涯
1868年11月22日にテキサス州レッドリバー郡デトロイトの近くで誕生する。名門のヴァンダービルト大学に学び、後に法律を学んで1890年に法曹界に入り、テキサス州ユヴァルディ郡ユヴァルディで弁護士業を始めた。1893年から1896年までユヴァルディ郡判事を務め、1898年から1902年まで州議会議員を務めた。民主党から第58議会への議員として選出され、続く14期（1903年3月4日 - 1933年3月3日）を務めた。ガーナーは下院議員時代に少数党院内総務及び下院議長を務めた。1932年11月8日に第73議会に再選され、また同日に大統領選挙におけるフランクリン・ルーズベルトの伴走候補者（副大統領候補）に選出され、ルーズベルト大統領の就任と共に副大統領に就任した。1936年アメリカ合衆国大統領選挙で副大統領に再選されたものの、その後政策遂行をめぐってルーズベルトと対立することが目立つ。1940年アメリカ合衆国大統領選挙では自ら民主党候補として予備選挙に名乗りを上げたが、敗北して政界を退いた。